# Telacanthura ussheri
El vencejo de baobab o rabitojo de garganta multicolor (Telacanthura ussheri), es una especie de ave apodiforme de la familia Apodidae.
Habita en África ecuatorial, en la franja costera en torno al Golfo de Guinea (en Angola, Benín, Burkina Faso, Camerún, República Centroafricana, República del Congo, Costa de marfil y Guinea ecuatorial, entre otros) y también en la franja costera oriental del continente (en Kenia, Somalia, Zambia, Zimbabue, extendiéndose su territorio hacia el sur, hasta el borde norte de la República Sudafricana).
Los machos y las hembras son de tamaños muy similares: 14 cm de longitud, 34 gr de peso; ambos tienen cola puntiaguda, alas largas, estrechas y con el borde anterior curvado. Se alimenta de insectos (sobre todo de hormigas y termitas aladas), que caza en vuelo.